# Kluntarna
Kluntarna este o arie protejată (arie specială de conservare — SAC, sit de importanță comunitară — SCI) din Suedia întinsă pe o suprafață de 713,6 ha, integral pe uscat.

## Localizare
Centrul sitului Kluntarna este situat la coordonatele 65°27′42″N 22°36′47″E / 65.4618°N 22.6131°E.

## Înființare
Situl Kluntarna a fost declarat sit de importanță comunitară în mai 2001 pentru a proteja 1 specie de plante. Situl a fost protejat și ca arie specială de conservare în martie 2011.

## Biodiversitate
Situată în ecoregiunile boreală și marină baltică, aria protejată conține 12 habitate naturale: Recifuri, Vegetație perenă pe țărmurile stâncoase, Păduri naturale în etape succesive primare ale suprafețelor emergente de coastă, Ape oligotrofe din câmpii nisipoase, cu un conținut foarte redus de minerale (Littorelletalia uniflorae), Roci stâncoase cu vegetație pionieră de Sedo-Scleranthion sau Sedo albi-Veronicion dillenii, Insulițe și insule mici din Baltica boreală, Pășuni de coastă din Baltica boreală, Pajiști uscate europene, Litoraluri nisipoase din Baltica boreală cu vegetație perenă, Mlaștini turboase de tranziție și turbării mișcătoare, Terase mlăștinoase și terase nisipoase neacoperite de apă la reflux, Taiga vestică.
La baza desemnării sitului se află o specie protejată de  plante: Artemisia campestris subsp. bottnica.